# 北方町総合体育館
北方町総合体育館（きたがたちょうそうごうたいいくかん）は、岐阜県本巣郡北方町にある北方町が管理運営する体育館である。

## 概要
- 岐阜県の主要体育館のひとつで、1989年（平成元年）7月開館。
- 2019年（令和元年）に北方町内の株式会社アルテックが命名権を取得し、愛称が「北方町アルテックアリーナ」となった。

## 施設
- アリーナ - 可能種目：バレーボール、バスケットボール、ミニテニス、パドルテニス、その他。
- 卓球場
- 柔道場
- 剣道場
- ダンススタジオ
- 会議室等

## 概要
- 休館日：月曜日（祝日の場合はその翌日）、年末年始（12月29日～1月4日）
- 開館時間：平日 9:00～21:30、日曜日 9:00～17:00
- 所在地：〒501-0452 岐阜県本巣郡北方町高屋石末1-9
- 駐車場：80台（無料）

## アクセス
- 岐阜バス 大野真正北方線または岐阜高専線にて「曲路（すじかい）」下車。徒歩約10分。